# راس المقابر (جبلة)

تعديل مصدري - تعديل

راس المقابر محلة تابعة لقرية عساب، التابعة لعزلة الثوابي بمديرية جبلة إحدى مديريات محافظة إب في الجمهورية اليمنية، بلغ تعداد سكانها 99 حسب تعداد اليمن لعام 2004.